# Martin Lang
Martin Lang (Jersey City, 20 maggio 1949) è un ex schermidore statunitense.

## Biografia
Ha partecipato ai Giochi della XXI Olimpiade di Montréal nel 1976.

## Palmarès
In carriera ha conseguito i seguenti risultati:
- Giochi Panamericani:

Città del Messico 1975: oro nel fioretto individuale ed argento a squadre.